# Marshall Teague
Marshall Teague (n. 22 februarie 1922, Daytona Beach, Florida, SUA – d. 11 februarie 1959, Daytona Beach, Florida, SUA) a fost un pilot de Formula 1. De-a lungul carierei a luat startul în 3 curse, niciuna din pole-position. Nu a câștigat nicio cursă și nu a terminat niciodată pe podium, acumulând 0 puncte în întreaga activitate ca pilot de Formula 1.